# Bornán
A bornán (vagy kamfán) a norbornánhoz nagyon hasonló szerves vegyület, neve Borneóra utal, ahol kivonták a kámfort (bornanon) a Cinnamomum camphora fákban.

## Fordítás
- Ez a szócikk részben vagy egészben a Bornane című angol Wikipédia-szócikk ezen változatának fordításán alapul.  Az eredeti cikk szerkesztőit annak laptörténete sorolja fel. Ez a jelzés csupán a megfogalmazás eredetét és a szerzői jogokat jelzi, nem szolgál a cikkben szereplő információk forrásmegjelöléseként.